# Quantizzazione (elettronica)

Campionamento (limitazione del numero di campioni nel tempo) e quantizzazione (limitazione dell'insieme di valori che possono assumere i campioni) di un segnale.

In elettronica e nell'analisi dei segnali, la quantizzazione è il processo di mappatura di valori di ingresso da un insieme grande (spesso continuo) a valori di uscita in un insieme più piccolo (numerabile), spesso con un numero finito di elementi. Esempi tipici di quantizzazione sono l'arrotondamento e il troncamento. La quantizzazione ha luogo in quasi ogni elaborazione di segnali digitali, dal momento che la rappresentazione di un segnale in forma digitale comporta effettuare arrotondamenti. Inoltre, la quantizzazione è al cuore di praticamente ogni algoritmo di compressione con perdita di informazioni. 
Il processo non lineare di quantizzazione, a differenza di quello di campionamento (di un processo/segnale limitato), non è reversibile ovvero non è pertanto possibile ricostruire i valori reali assunti originariamente dalla grandezza fisica. La quantizzazione è dunque una fonte di distorsione. 

## Descrizione
Affinché una grandezza sia trasmissibile e codificabile con un numero finito di bit ovvero in forma numerica, è necessario che essa possa assumere solo un numero finito di valori di codominio discreti; ciò avviene tramite un successivo processo di quantizzazione del valore in ordinata della grandezza in questione.
Per ottenere ciò, i valori possibili della grandezza in questione vengono innanzitutto limitati tra un massimo ed un minimo intorno a dei valori discreti preventivamente definiti definendo così le relative regioni di decisione e la dinamica del quantizzatore stesso: in tal modo il valore analogico della grandezza originaria, in corrispondenza del valore campionato in ascissa, verrà ricondotto al più prossimo dei valori discreti preventivamente definiti tramite il processo di decisione.
Con la quantizzazione vengono però introdotti degli errori detti errori di quantizzazione pari alla differenza tra il valore quantizzato e il suo valore "reale" nel campo continuo. L'errore massimo possibile che potrà essere introdotto volta per volta sarà quindi pari alla metà dell'intervallo discreto discriminabile o regione di decisione, nel caso limite in cui il valore di ingresso si collochi esattamente a metà tra due valori discreti di uscita ovvero sulla frontiera di due regioni di decisione contigue. L'insieme di questi errori conduce al rumore di quantizzazione. Il Signal to Noise Quantization Ratio (SNQR) misura la bontà del processo di quantizzazione ed è il parametro che più influisce sulla qualità del segnale digitalizzato.
Nella conversione analogico-digitale al processo di quantizzazione segue quello di codifica del valore discreto in ordinata. 
La quantizzazione, in particolare, può essere di due tipologie: uniforme e non-uniforme. La distinzione si basa sulla distribuzione dei valori finiti assumibili dalla grandezza quantizzata all'interno del range disponibile (dinamica).

### Quantizzazione uniforme (o lineare)
Un quantizzatore lineare equivale a un modulatore a impulsi codificati (PCM). La dimensione degli intervalli di decisione in cui si suddivide l'insieme dei possibili valori è sempre la medesima.
Ovunque cada (all'interno della dinamica) il valore quantizzato, l'accuratezza dell'operazione sarà sempre la stessa.
Detto n il numero di bit del quantizzatore, 
1. il suo numero di livelli sarà {\displaystyle M=2^{n}}
2. l'ampiezza di ogni livello sarà {\displaystyle q=Vpp/M}
3. e la varianza sarà {\displaystyle q^{2}/12}

### Quantizzazione non-uniforme (o non lineare ocompanding)

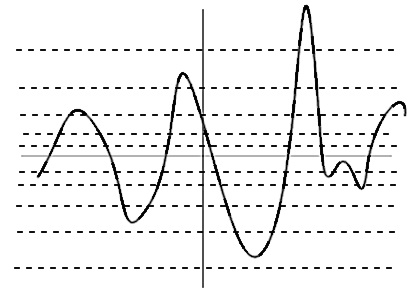
Esempio di quantizzazione non-uniforme

Si creano intervalli più piccoli (e quindi più accurati) dove la concentrazione di valori dei campioni è più alta e intervalli più grandi (e quindi meno accurati) dove la concentrazione di valori di campioni è più bassa; facendo così si presta quindi più attenzione nella quantizzazione di valori che si presentano con maggiore probabilità diminuendo così l'errore di quantizzazione.
La quantizzazione è un processo irreversibile, che modifica il segnale originario, approssimandone il valore con uno vicino, ma non identico. Per questo il processo di quantizzazione introduce rumore.
Il rumore di quantizzazione in uscita dal filtro di ricezione in un sistema di comunicazione è bianco e gaussiano.
La potenza media del rumore di quantizzazione si calcola come:
{\displaystyle sq^{2}=2\cdot f_{2}\cdot {\frac {q^{2}}{12}}\cdot f_{c}}

### Rapporto segnale-rumore (RuoSNR)
Il rapporto tra il segnale ed il rumore in uscita da un sistema di comunicazione è un parametro importante per definire la qualità della comunicazione stessa. Si indica con Ru (o SNR), ed è definito dal rapporto tra la potenza del segnale e quella del rumore.
Viene stabilito, prima della realizzazione del sistema di comunicazione, un tetto massimo, oltre il quale non si può salire perché la qualità sia accettabile (detto Ru0).
Dimensionare un sistema significa anche scegliere il corretto numero di bit per quantizzare il segnale trasmesso: in queste formule, compare sempre un termine 2n, che verrà appunto scelto per fare in modo di rispettare le specifiche.
Si deve inoltre ricordare che il dimensionamento del sistema va fatto considerando il caso peggiore in cui ci si potrebbe venire a trovare: dato che il rumore è inversamente proporzionale alla frequenza di campionamento, il caso peggiore in relazione ad {\displaystyle f_{c}} sarà {\displaystyle f_{c}=2\cdot f_{2}} (Teorema del campionamento di Nyquist-Shannon).